# 宮川総合自動車学校
宮川総合自動車学校（みやがわそうごうじどうしゃがっこう）は三重県伊勢市佐八町にあった自動車教習所。1984年に閉校した。

## 概要
- 所在地：三重県伊勢市佐八町1248番地（北緯34度27分30秒 東経136度40分7秒 / 北緯34.45833度 東経136.66861度）
- 敷地総面積：約52,000m2
  - コース面積：約30,000m2
  - 校舎：鉄筋コンクリート造り2階建て、延床面積 約1,500m2
- 教習車（閉校直前時）
  - 普通車：30台（うち身体障害者用1台）
  - 牽引車：1台
  - 大型特殊：1台
  - 大型トラック：2台
  - 自動二輪中型：10台
  - 自動二輪小型：5台
- 従業員：指導員、事務員あわせて50人

## 沿革
1960年（昭和35年）8月1日に伊勢市中島町の宮川河川敷内（現・伊勢市中島二丁目）に自動車練習所として発足、1962年（昭和37年）5月1日に三重県公安委員会指定を受け、実地試験免除の自動車学校（宮川自動車学校）となる。
また、1968年（昭和43年）1月29日には三重県南勢地区では初めての託児室や視聴覚教育施設を備えた鉄筋3階建ての新校舎を設置する。
宮川河川敷改修のため、建設省の補償を受け、新たに伊勢市佐八町に従来の3倍以上（当時としては県下一）の教習所を建設、1980年（昭和55年）3月6日に移転、宮川総合自動車学校と改称し翌日開校する。
経営悪化に伴い、1984年（昭和59年）4月21日から新規入校を打ち切り、同年6月25日限りで閉校する。
閉校後の1985年（昭和60年）10月に玉木鐡工所の本社工場が学校跡地に移転してきている。

## 閉校の理由について
1980年の教習所建設予定地が近畿自動車道伊勢線の予定ルートにかかっていたため、三重県や伊勢市から後ろへずらすように指導を受けたことにより、余分な用地を約20,000m2を買収することとなった。
学校側の言い分では「県や市が土地の転売を禁じ、早期に手当するとのことであったため、短期借入金でまかなっていたが、県や市の対応が遅れたことにより、借入金の利息が経営を大きく圧迫、ようやく1983年になり、土地の3分の2を県や市が買ってくれたが、遅すぎた。加えて、免許取得ブームが去り、教習所を従来の市街地から山間部へ移転したことにより教習生が減少、先行きの見通しが立たず、これ以上経営が悪化しないうちに自主的に閉校に踏み切った。」としている。